# Geraldine Elizabeth Carmichael
Geraldine Elizabeth "Liz" Carmichael (Indiana, 1927-febrero de 2004) fue una ejecutiva estadounidense del sector del automóvil y estafadora convicta. Durante la crisis energética de la década de 1970, promocionó un prototipo de automóvil de bajo coste y bajo consumo a través de Twentieth Century Motor Car Corporation, pero huyó con el dinero de los inversores. Fue capturada en 1989 y cumplió dieciocho meses por cargos de fraude. Era una mujer trans que desde que nació hasta que transicionó, usó el nombre de Jerry Dean Michael.

## Trayectoria
Creció en Jasonville, Indiana y luego se mudó a Detroit, Míchigan con su familia. Según el FBI, se casó cuatro veces mientras se identificaba como Jerry Dean Michael. Fue acusado de abandono por dejar a su primera esposa, Marga, a la que conoció mientras estaba destinado en Alemania y a sus dos hijos. En 1954, se casó con una mujer llamada Juanita, con la que tuvo dos hijos antes de que su relación terminara en 1956. En 1958, se casó con una mujer llamada Betty Sweets cuatro semanas después de conocerla. Concibieron una hija, pero el matrimonio terminó al cabo de un año. En 1959, se casó con Vivian Barrett Michael, su cuarta esposa y tuvieron cinco hijos.
En 1961 fue detenida por falsificación de moneda estadounidense en Los Ángeles, California. Se libró de la fianza y se dio a la fuga en 1962 con Vivian y sus hijos. Mientras huía, fingió un grave accidente de coche para deshacerse de su identidad como Jerry Dean Michael. A finales de la década de 1960, cambió su nombre por el de Liz Carmichael. A menudo presentaba a su esposa Vivian Barrett Michael como su secretaria.
En 1973, aún prófuga tras su detención en 1961, trabajaba en el United States Marketing Institute (USMI), en Los Ángeles, donde conoció a Dale Clifft, que había inventado un coche de tres ruedas con bajo consumo de gasolina. Con Clifft, dejó el USMI para formar la Twentieth Century Motor Car Corporation, cuyo objetivo era comercializar el exclusivo vehículo de bajo consumo. El principal producto de la empresa, el coche Dale, fue ampliamente cubierto por la prensa, ya que afirmaba que consumía un galón a las 70 millas en la época de la crisis del petróleo de 1973. Carmichael se promocionó falsamente como viuda (su marido "Jim" había muerto supuestamente en 1966) y también dijo tener títulos en ingeniería mecánica y negocios de la Universidad Estatal de Ohio y de la Universidad de Miami.
A raíz de las acusaciones de irregularidades financieras en la Twentieth Century Motor Car Corporation, fue acusada de 31 cargos de hurto mayor, fraude y violaciones de la seguridad corporativa. Pasó a la clandestinidad y apareció en un episodio de 1989 de Misterios sin resolver en el que se detallaba el fraude detrás del Dale por el que era una fugitiva buscada.
Aproximadamente dos semanas después de que se emitiera el episodio, una pista de un espectador condujo a la policía a Dale, Texas, donde Carmichael fue finalmente encontrada trabajando bajo el alias de Katherine Elizabeth Johnson, en una floristería. Fue arrestada, extraditada a California, juzgada y enviada a prisión. Cumplió 18 meses en una prisión de hombres, a pesar de haber sido reconocida como mujer por los tribunales. Murió de cáncer en febrero de 2004.

## Visibilidad
El 31 de enero de 2021, HBO estrenó una serie documental titulada The Lady and the Dale, dirigido por Nick Cammilleri y Zackary Drucker. El documental ha sido descrito como  un montón de historias: sobre fraude, huidas, persecuciones del FBI, política trans, persecución selectiva, parcialidad en los medios de comunicación y corrupción en los tribunales.